# Richey James Edwards
Richard James "Richey" Edwards, född 22 december 1967 i Blackwood nära Caerphilly i Wales, försvunnen 1 februari 1995 i Cardiff i Wales (dödförklarad 23 november 2008), var en brittisk (walesisk) gitarrist i bandet Manic Street Preachers och skrev, tillsammans med basisten Nicky Wire, alla bandets låttexter. 1991 väcktes stor uppmärksamhet, då han den 15 maj blev intervjuad av NME-journalisten Steve Lamacq. Lamacq ställde bland annat frågor om bandets seriositet. Som svar tog Richey fram ett rakblad och skar in orden "4REAL" ("På riktigt") i sin underarm. Skadan gjorde att Richey fick uppsöka sjukhus och sys med 18 stygn.

## Biografi
Richey James Edwards växte upp i Blackwood, Wales. Han studerade politisk historia vid University of Wales, Swansea, från 1986–1989. 
Trots att Richey inte uppvisade någon musikalisk talang kom han att bli den fjärde medlemmen i Manic Street Preachers efter att ha arbetat som roadie för bandet. Richeys egentliga bidrag bestod av låttexterna, vilka han skrev tillsammans med basisten Nicky Wire, samt utformningen av albumen. Under bandets tidiga liveframträdanden var hans gitarr ofta urkopplad. Så småningom fick Richey något av en kultstatus bland bandets fans och i den brittiska musikpressen för sina låttexter som ansågs vara både politiska och intellektuella.
Edwards led under sitt vuxna liv av depressioner, självskadebeteende och alkoholism. Efter skivsläppet av Manic Street Preachers tredje album ”The Holy Bible” 1994 lades han in på sjukhus för behandling av sina psykiska problem. Richeys sista liveframträdande med Manic Street Preachers skedde på the London Astoria senare det året. Giget avslutades med att hela bandet förstörde sina instrument efter att Richey hade börjat slå sönder sin gitarr under spelningens sista låt ”You Love Us”.

## Försvinnandet
Den 1 februari 1995 försvann Richey James Edwards spårlöst. Han checkade ut från Embassy Hotel i London klockan sju på morgonen och har sedan dess inte synts till. Hans silverfärgade bil, en Vauxhall Cavalier, påträffades tretton dagar senare på en bilparkering nära Severn Bridge, en bro ökänd för flera självmord. Det finns spekulationer om att han tog livet av sig genom att kasta sig i floden Severn, särskilt som han under en längre tid hade mått psykiskt dåligt. Självmordet har dock aldrig kunnat bevisas, då ingen har hittat några kvarlevor efter honom. Hans familj fick 2002 möjlighet att dödförklara honom, men de avböjde. Han dödförklarades sedan officiellt den 23 november 2008.

## Diskografi
Album med Manic Street Preachers
- Generation Terrorists (1992)
- Gold Against the Soul (1993)
- The Holy Bible (1994)
- Everything Must Go (1996)
- Journal for Plague Lovers (2009)